# 이주창
이주창(1970년 1월 15일~)은 대한민국의 성우로, 1996년 10월 CJ ENM 성우극회 공채 2기로 데뷔하였다. 온미디어 2기 입사 당시 대한민국 기준으로 따질 때 27세로, 동기들 중 최연장자다. 배우자는 같은 성우인 홍소영이다.

## 출연 작품

### 더빙
- 원피스 12기 극장판 film Z - 프랑키
- 페어리테일:극장판-봉황의무녀 - 디스트
- AD 폴리스 (투니버스) - 마하
- DARKER THAN BLACK -흑의 계약자- (애니맥스) - 헤이
  - DARKER THAN BLACK -유성의 제미니- (애니맥스) - 헤이
- GTO (투니버스) - 단마 류지
- NHK에 어서오세요 (투니버스) - 사토 타츠히로
- 고스트 바둑왕 (투니버스) - 오가타 세이지
- 가면라이더 파이즈 (투니버스) - 사비노 / 상무 / 현장 감독
- 가정교사 히트맨 리본 (투니버스) - 룩스리아 , G
- 건 스미스 캣츠 (투니버스) - 조지 블랙
- 건방진 천사 (퀴니) - 야나기사와
- 건퍼레이드 오케스트라 (애니맥스) - 카자마 토우지
- 고쿠센 (투니버스) - 시노하라 변호사
- 쾌걸 근육맨 2세 (투니버스) - 테리 키드 / 스니게이터 / 파전맨 / 근육맨 전사
- 금색의 코르다 (애니맥스) - 히하라 카즈키
- 기어파이터 샤이닝(투니버스) - 제로
- 소년탐정 김전일 첫 번째 극장판 (투니버스) - 정호준
- 꽃보다 남자 (투니버스) - 서진우
- 네기마!? (애니맥스) - 타카하타.T.타카미치
- 더 파이팅(투니버스) - 장태수
- 드래건 드라이브 (투니버스) - 스미시바 이치로
- 따끈따끈 베이커리 (투니버스) - 미스터 Q
- 레이브 (투니버스) - 리제
- 록맨 에그제 스트림 (투니버스) - 이사시코 레이
- 록맨 에그제 엑서스 (투니버스) - 플랜트맨 / 메탈맨
- 메이저 1기 (투니버스) - 유승훈 감독
- 명탐정 코난 (투니버스) - 오경구 / 이상윤
- 무적왕 트라이제논 (투니버스) - 듀란
- 바이스 크로이츠 (투니버스) - 슈르디히
- 슬레이어즈 TRY (투니버스) - 바르가브
- 시티 헌터 TV 스페셜 (투니버스) - 무상
- 신기동전기 건담 W (투니버스) - 창 우페이
- 신기동전기 건담 W - 엔드리스 왈츠 (투니버스) - 창 우페이
- 신비한 별의 쌍둥이 공주 꼬옥! (투니버스) - 토마
- 신의 괴도 잔느 (투니버스) - 노인 클로드
- 아울 (투니버스) - 넬슨
- 아즈망가대왕 (투니버스) - 변태식
- 엘르멘탈 제라드 (투니버스) - 그레이아츠
- 엑스 드라이버 (투니버스) - 조
- 배틀짱 (투니버스) - 코바 샘
- 은장기공 오디안 (투니버스) - 오로
- 은혼 (투니버스) - 히지카타 토시로
- 제로의 사역마 (애니맥스) - 장 잭 프란시스 드 왈드
- 조이드 (투니버스) - 어바인
- 영원의 나라 게쉬탈트 (투니버스) - G
- 출동! 메가트레인 (투니버스) - 300X 박사
- 출동! 119 구조대 (투니버스) - 박진규
- 카레이도 스타 (투니버스) - 레온 오즈월드
- 크르노 크루세이드 (투니버스) - 제나이
- 미소의 세상 (투니버스) - 미소 아빠
- 미소의 세상 스페셜 (투니버스) - 미소 아빠
- 탐정학원 Q (투니버스) - 렌죠 사토루
- 트랜스포머 애니메이티드 (애니박스) - 벌크헤드
- 트리니티 블러드 (투니버스) - 카인 나이트로드
- 파푸아 (투니버스) - 신타로 / 도토리
- 파워레인저 다이노썬더 (투니버스) - 아스카 / 다이노 블랙
- 환상게임 (투니버스) - 철한
- 짱구는 못말려 극장판: 부리부리 왕국의 보물(챔프) - 니나
- 짱구는 못말려 극장판: 암흑마왕 대추적(챔프) - 무식한
- 짱구는 못말려 극장판: 태풍을 부르는 장엄한 전설의 전투(챔프) - 진충신
- 짱구는 못말려 극장판: 동물소환 닌자 배꼽수비대 - 부장
- 원피스 (투니버스) - 프랑키
- 유희왕 5D's (챔프) - 키류
- 디 워 - 기자 / 비행대장
- 울트라맨 가이아 (챔프) - 치바고문 / 후지미야 (타카노 핫세이)
- 미호 이야기 (투니버스) - 수호
- 알로하 스쿠비 두 (카툰네트워크) - 리틀 짐
- 발명왕 트레이시 (MBC 무비스) - 짐
- 파딩숲 친구들의 모험 (투니버스) - 여우
- 파이터 바키 (애니원) - 시노기 쿠레하(백성민) / 이가리 칸지(안토니오) 외
- 겁쟁이 다람쥐 토토리 (애니맥스) - 패디
- 칙칙폭폭 처깅턴 4 - 항구 아저씨
- 20 면상의 아가씨 (애니맥스) - 토라
- 철인버디 (애니맥스) - 야키하시
- 버드나무 사이로 부는 바람 (투니버스)
- 총몽 (투니버스)
- 사이버시티 오에도 808 (투니버스) - 뷰티
- 미스터 맨 쇼 (카툰네트워크) - 심술 씨
- 수퍼멍멍이 레츠고 테피 (카툰네트워크) - 번개 / 집사
- 초기동전설 다이나기가 (투니버스) - 남 교관
- 더티페어 FLASH (투니버스)
- 오프사이드 (스페이스툰) - 강효정
- 메이저 극장판 - 우정의 강속구 (투니버스) - 유승훈
- 스켓 댄스 (투니버스) - 수리공
- 델토라 퀘스트 (애니맥스) - 엔든 왕
- 택틱스 (애니맥스) - 군사관
- 무적왕 트라이제논 (투니버스) - 열차방송
- 가면라이더 드래건 (투니버스) - 아사쿠라 다케시 / 가면라이더 바이퍼 (하기노 타카시)
- 테니스의 왕자 (투니버스) - 아토베
- 33분 탐정 (투니버스) - 곤도 / 파일럿
- 쾌걸 조로리 (투니버스) - 코부르
- 나루토 (투니버스) - 로쿠쇼 아오이
- 무적코털 보보보 (투니버스)
- 블리치 (투니버스) - 학생2
- 츠바사 크로니클 (투니버스) - 쇼고
- 음양대전기 (투니버스) - 쇼카쿠
- 전설의 마법 쿠루쿠루 (투니버스)
- 사무라이 참프루 (투니버스) - 우호리
- 몬스터 (투니버스) - Dr. 아이젠
- 아가사 크리스티의 명탐정 포와로와 마플 (투니버스) - 에임스
- 나의 지구를 지켜줘 (투니버스) - 신화
- 에어마스터 (투니버스) - 카와하리
- 레인 (투니버스) - 에이리
- 천공전사 젠키 (투니버스)
- 쌍둥이 맑음 (카툰네트워크) - 피아노 할아버지
- 기갑경찰 메탈잭 (투니버스)
- 기갑전사 걸키버 (투니버스) - 라크
- 내 사랑 유미 (투니버스)
- 아미테이지 더 서드 (투니버스) - 매니저
- 신혼합체 고단나 (MBC 무비스) - 카이
- 자이언트 세이버 (투니버스) - 돈
- 헌터X헌터 극장판 팬텀루즈 - 레오리오
- 하이큐 승자와 패자 - 이와이즈미 하지메
- 흑마녀 나가신다 (투니버스)
- 세인트 세이야 오메가 (재능TV) - 덩치 큰 노인 집사
- 토리코X원피스 : 최강의 콤비 (카툰네트워크) - 프랑키
- 최강! 탑플레이트 (SBS) - 지남철
- 파워레인저 다이노포스 - 이안 요크랜드 (블랙 다이노)
- 드래곤볼Z(투니버스) - 천진반
- 신비아파트: 고스트볼의 비밀 (투니버스) - 그슨새
- 터닝메카드 (KBS) - 네오
- 터닝메카드 W (KBS) - 네오
- 터닝메카드 W: 반다인의 비밀 (투니버스) - 네오
- 터닝메카드 NEW (KBS) - 네오
- 터닝메카드 R (KBS) - 네오
- 원피스 필름 골드 - 프랑키
- 명탐정 코난: 진홍의 연가 (극장판) - 오경구
- 안녕! 보노보노 (투니버스) - 야옹이 형
- 헬로 카봇 (KBS) - 컨버스터
- 위 베어 베어스 - 아이스베어, 아이
- 엑스가리온 - 황소몬

### 드라마
- 2003년 SBS 드라마 《야인시대》 - 조선인민군의 서울 점령 당시 공산당 수사관, 좌익패 죄수 중 한 명

### 예능
- 2009년 - 똑!똑!영어놀이터(ebse) - 미니
- 2010년 ~ Trend E 에이핑크 뉴스 시즌 1 ~ 3

### 게임
- 007 제임스 본드: 퀀텀 오브 솔러스 - 용병
- 마그나카르타 - 드레이크 시덴 르바렌
- 마그나카르타2 - 알렉스 라이몬 루도
- 제노에이지
- 어스토니시아 스토리2(PSP) - 헨슨
- 스윙 - 골프 팡야 2nd 샷! - 카즈
- 스타크래프트 II: 공허의 유산 - 알라라크, 분열기
- 헤일로3(XBOX 360) - 시민2
- 블랙 앤 화이트2
- 길티기어 이그젝스 샤프리로드(PS2) - 저스티스
- 봉신연의2(PS2) - 황천화
- 네임리스 - 데인져러스 . 유진
- 도타2 - 닉스 암살자
- 에덴의 너머 - 테오도어 버튼